# Maurice Moerlen
Pour les articles homonymes, voir Moerlen.
Maurice Moerlen, né le 9 novembre 1927 à Mulhouse (Haut-Rhin), et mort le 2 mai 2014  à Colmar, est un organiste français.

## Biographie
Maurice Moerlen est le fils d’Alfred Georges et Marguerite Moerlen. Très jeune, il accompagne Jules Moerlen, un cousin de son père, organiste amateur au temple Saint-Étienne de Mulhouse.
Il commence à étudier le piano vers 7 ans avec la fille du cousin de son père, Marthe Moerlen, professeure au conservatoire de Mulhouse.
En 1939, à la déclaration de la Seconde Guerre mondiale, il quitte l’Alsace avec ses parents pour se réfugier à Besançon où il poursuit l’étude du piano. En 1941, son nouveau professeur de piano détecte son intérêt pour l’orgue. Elle  lui fait travailler une œuvre jouable manuellement à l’orgue et le 31 août 1941, elle lui cède les claviers de l’orgue de l’église Saint-Martin des Chaprais de Besançon pour la procession d’entrée de la messe dominicale.
En 1943 Maurice Moerlen est nommé organiste titulaire de l’église Saint-Maurice de Besançon. Pendant cette période il suit des cours de solfège et de musique de chambre au conservatoire de Besançon.
En 1944 il entre dans la classe d’orgue du Conservatoire national de Lyon où il suit aussi les cours de solfège, d’analyse, et d'harmonie. Il est le suppléant de son professeur, Marcel Paponaud, à l’église Saint-Bonaventure de Lyon et de son épouse à église Saint-Nizier de Lyon. Afin d’approfondir ses études pianistiques et d’écriture, il entre à l’École normale de musique de Paris où il obtient en 1948 le diplôme supérieur de pédagogie musicale.
Après son service militaire, il est nommé professeur de piano au conservatoire de Colmar en 1949. En 1956 il y fonde la classe d’orgue. De 1949 à 1951 il est organiste de la paroisse d’Obermorschwihr et, de 1951 à 1966, maître de chapelle et organiste titulaire de la paroisse Saint-Léger de Munster. À cette même époque il se perfectionne en orgue et harmonie avec Maurice Duruflé puis en orgue et improvisation avec Gaston Litaize.
En 1966 Maurice Moerlen est nommé maître de chapelle de l’église Saint-Pierre-le-Jeune catholique de Strasbourg.
À partir de 1968, il devient directeur du Chant Sacré de Colmar et organiste titulaire de l’église protestante Saint-Matthieu de Colmar. Il est nommé en 1971 organiste titulaire des grandes orgues de la cathédrale Notre-Dame de Strasbourg de 1971 à 2002 avec Claude Schnitzler, fonction qu’il quitte à l’âge 75 ans.
Maurice Moerlen est le père de huit enfants dont les percussionnistes Pierre Moerlen (1951-2005) et Benoît Moerlen (né en 1956).
Maurice Moerlen meurt le 2 mai 2014 à la suite d’une mauvaise chute. Ses obsèques ont lieu le 9 mai 2014 à Fréland dans le Haut-Rhin.

## Discographie
- Kern et Fils de la Cathédrale de Strasbourg. Œuvres de Jehan Titelouze, Louis Marchand, Nicolas de Grigny et François Couperin. Pamina SPM 0439 613 MS, 1983.
- César Franck par Maurice Moerlen à l'Orgue Cavaillé-Coll (Eglise catholique St Etienne de Mulhouse). Production et réalisation par SEPM QUANTUM. Participation de BIOBLOCK SCIENTIFIC à la sortie du disque.